# Giovanni Cervone
Giovanni Cervone (ur. 16 listopada 1962 w Brusciano) – piłkarz włoski grający na pozycji bramkarza.

## Życiorys
Cervone pochodzi z regionu Kampania. Piłkarską karierę rozpoczął w klubie SS Juve Stabia, w barwach którego w 1979 roku zadebiutował w Serie C2. Po roku Cervone przeniósł się do pierwszoligowego US Avellino, ale w lidze zadebiutował dopiero 15 maja 1983 w zremisowanym 1:1 wyjazdowym spotkaniu z Udinese Calcio. W Avellino rozegrał jednak tylko 6 spotkań i na początku sezonu 1983/1984 przeszedł do grającego w Serie B, US Catanzaro. Tam grał w podstawowej jedenastce, a już po roku trafił do Genoi. W zespole tym spędził trzy sezony, jednak nie zdołał wywalczyć awansu do ekstraklasy, a w sezonie 1987/1988 grał na bramce drużyny AC Parma.
Latem 1988 Cervone powrócił do Serie A podpisując kontrakt z Hellas Werona. W Weronie także występował w wyjściowej jedenastce, a spisywał się na tyle udanie, że w 1989 roku trafił do stołecznej Romy. W zespole "giallorossich" miał zastąpić 35-letniego Franca Tancrediego i już w pierwszym sezonie doświadczony reprezentant Włoch usiadł na ławce rezerwowych przegrywając rywalizację z o 7 lat młodszym Giovannim. Latem 1990 Tancredi odszedł na emeryturę i Cervone przez kolejne lata miał pewne miejsce w bramce Romy. W 1991 roku zdobył z nią Puchar Włoch oraz dotarł do finału Pucharu UEFA, w którym rzymianie ulegli w dwumeczu Interowi Mediolan (0:2, 1:0). W 1993 roku dotarł z Romą do finału krajowego pucharu (0:3 i 5:2 z Torino Calcio). W drużynie "giallorossich" występował do 1997 roku. Przez 8 lat spędzonych na Stadio Olimpico wystąpił w 191 spotkaniach.
W 1997 roku Cervone został piłkarzem Brescii Calcio, w której spędził jeden sezon. W 1998 roku opuścił klub i przez rok pozostawał bez przynależności klubowej. W 1999 roku podpisał roczny kontrakt z drugoligową Ravenną. Karierę zakończył rok później w wieku 38 lat.
| Sezon   | Klub           | Kraj   | Rozgrywki | Mecze | Bramki |
| ------- | -------------- | ------ | --------- | ----- | ------ |
| 1979/80 | SS Juve Stabia | Włochy | Serie C2  | 6     | 0      |
| 1980/81 | US Avellino    | Włochy | Serie A   | 0     | 0      |
| 1981/82 | US Avellino    | Włochy | Serie A   | 0     | 0      |
| 1982/83 | US Avellino    | Włochy | Serie A   | 1     | 0      |
| 1983/84 | US Avellino    | Włochy | Serie A   | 5     | 0      |
| 1983/84 | US Catanzaro   | Włochy | Serie B   | 29    | 0      |
| 1984/85 | Genoa C.F.C.   | Włochy | Serie B   | 33    | 0      |
| 1985/86 | Genoa C.F.C.   | Włochy | Serie B   | 37    | 0      |
| 1986/87 | Genoa C.F.C.   | Włochy | Serie B   | 34    | 0      |
| 1987/88 | AC Parma       | Włochy | Serie B   | 23    | 0      |
| 1988/89 | Hellas Werona  | Włochy | Serie A   | 34    | 0      |
| 1989/90 | AS Roma        | Włochy | Serie A   | 27    | 0      |
| 1990/91 | AS Roma        | Włochy | Serie A   | 21    | 0      |
| 1991/92 | AS Roma        | Włochy | Serie A   | 21    | 0      |
| 1992/93 | AS Roma        | Włochy | Serie A   | 27    | 0      |
| 1993/94 | AS Roma        | Włochy | Serie A   | 14    | 0      |
| 1994/95 | AS Roma        | Włochy | Serie A   | 33    | 0      |
| 1995/96 | AS Roma        | Włochy | Serie A   | 33    | 0      |
| 1996/97 | AS Roma        | Włochy | Serie A   | 15    | 0      |
| 1997/98 | Brescia Calcio | Włochy | Serie A   | 26    | 0      |
| 1999/00 | Ravenna Calcio | Włochy | Serie B   | 26    | 0      |